# Thomasomys cinnameus
Thomasomys cinnameus también llamado el Thomasomys color canela, es una especie de roedor de la familia Cricetidae. 

## Distribución
Está distribuido en la Cordillera Oriental de los Andes del norte central de Ecuador al sureste de Colombia, en elevaciones desde 2400 hasta 3800 m. Tiene hábitos terrestres, y se ha encontrado en bosques nubosos y áreas cubiertas de musgo.

## Taxonomía
Fue anteriormente considerado una subespecie de T. gracilis.